# Adler (maison de joaillerie)
Pour les articles homonymes, voir Adler.
 (janvier 2010).
Si vous disposez d'ouvrages ou d'articles de référence ou si vous connaissez des sites web de qualité traitant du thème abordé ici, merci de compléter l'article en donnant les références utiles à sa vérifiabilité et en les liant à la section « Notes et références ».
Adler est une maison de joaillerie créée en 1886 par Jacques Adler.
La maison Adler crée, fabrique et vend des pièces de joaillerie et de haute joaillerie dans des boutiques en nom propre et chez des bijoutiers partenaires à travers le monde.
La majorité de ses pièces de haute joaillerie sont des pièces uniques.
Adler est présent dans 6 pays, en  Suisse, en Angleterre, en Russie, aux Émirats arabes unis, au Japon et en Chine.
Depuis 1972, le siège social de la société se trouve à Genève, en Suisse. Sa boutique principale se situe rue du Rhône, au centre cette même ville.

## Histoire
L’histoire d’Adler commence en 1886 quand le bijoutier Jacques Adler, né dans l’Empire austro-hongrois, quitte Vienne, pour ouvrir son premier atelier en Turquie, à Istanbul, au cœur du quartier des orfèvres.
Depuis plus de 120 ans, Adler contrôle chaque étape, de la conception à la vente, en passant par l’achat des pierres à travers le monde et la production

## Positionnement
La communication d’Adler se base sur « le culte du beau au service des femmes ». Son slogan est le suivant : « Mémoires de Femmes – Mémoire du Monde ».

## Événements
La maison Adler a lancé en septembre 2008 un concours international de création de bijoux, appelé Adler Jewellery Design Award, et ayant eu pour objectif de soutenir et de promouvoir la création artistique auprès de la jeune génération de designers.
Adler est le joaillier du bal des débutantes de Paris depuis 2006.

## Particularités
Mis à part le fait qu’Adler privilégie les pièces uniques et les relations privilégiées avec chaque client[réf. nécessaire], Adler a la particularité d’avoir été l'une des premières maisons de joaillerie à utiliser le titane dans ses créations.